# Бакюлар д’Арно, Франсуа Тома Мари де
Франсуа́ Тома́ Мари́ де Бакюла́р д’Арно́ (фр. François-Thomas-Marie de Baculard d'Arnaud; 8 сентября 1718 — 8 ноября 1805) — французский писатель и драматург, друг Вольтера, автор трагедий, стихов и многочисленных популярных романов.

## Биография и творчество
Начал сочинять в отрочестве и к семнадцати годам был уже автором трёх трагедий. Юношеские опыты Бакюлара д’Арно были сочувственно отмечены Вольтером, с ним переписывался Фридрих Великий, по приглашению которого Бакюлар д’Арно год провёл в Берлине. В дальнейшем он также некоторое время состоял советником во французском представительстве в Дрездене, однако большую часть жизни провёл в Париже, занимаясь литературной работой.
Из сочинений Бакюлара д’Арно наибольшую известность получил роман «Несчастные любовники» (фр. Les Amants malheureux; 1764), представляющий собой переработку «Записок графа де Комменжа» Клодины де Тансен, и основанная на нём пьеса «Граф де Комменж» (фр. Le comte de Comminge; 1790), в дальнейшем послужившая, в свою очередь, основой для либретто оперы Гаэтано Доницетти «Фаворитка».

## Переводы на русский
Усердно переводился на русский язык в 1769—1810 годы, часто под именем Арнода или Арнауда, способствовал распространению и успеху сентиментального направления в русской литературе того времени:
- «Анна Белла» (Москва, 1774)
- «Жизнь Констанции благородной девицы, самою ею описанная в письме к девице***, желающей вступить в монашеское состояние» (Москва, 1774)
- «Адельсон и Сальвини» (Москва, 1779)
- «Поэма Эльвирь, и Зенотемис приключение марсельское» (Москва, 1779)
- «Розалия» (Санкт-Петербург, 1781)
- «Либман, Немецкая повесть» (Санкт-Петербург, 1781)
- «Макин» (Москва, 1782)
- «Сидней и Силли, или, Благодеяние и благодарность» (Москва, 1788)
- «Городской житель в искушении» (Санкт-Петербург, 1788)
- «Меринваль» (Москва, 1792)
- «Дона Ельмира или Испытанная верность» (Москва, 1792)
- «Афинаида» (Москва, 1794)
- «Принц Бретаньский» (Москва, 1794)
- «Жестокая истинна, или Неосторожный опыт» (Москва, 1796)
- «Жертва страсти или пагубные следствия предрассудка» (Москва, 1801)
- «Добродетельная жена, или Распутный, любовию исправленный» (Москва, 1803)
  - Часть первая
  - Часть вторая
- «Саргиний» (Москва, 1803)
- М. Вышеславцев, «Достопамятные и трогательнейшие исторические повествования: Возмущение антиохийцев и избиение фессалоникийцев» (Москва, 1803)[4].
- «Лоримон, или Человек, каков он есть» (Москва, 1810)
  - Том первый
  - Том второй
- «Нанси, или Невинная жертва легкомыслия» (Москва, 1810)
- «Поэма Плач Иеремии» (Санкт-Петербург, 1814)